# Sân bay quốc tế Alexandroupolis
Sân bay quốc tế Alexandroupolis (cũng gọi là Sân bay quốc tế Dimokritos) là một sân bay ở Alexandroupolis, Hy Lạp (IATA: AXD, ICAO: LGAL). Sân bay này có một đường băng dài 2582 m rải asphalt.

## Các hãng hàng không và các tuyến điểm
- Aegean Airlines (Athens)
- Olympic Airlines (Athens, Sitia, Thessaloniki)